# Strophius nigricans
Espèce
Strophius nigricans est une espèce d'araignées aranéomorphes de la famille des Thomisidae.

## Distribution
Cette espèce se rencontrent au Brésil, au Paraguay, au Pérou et à la Trinité.

## Description
Le mâle holotype mesure 2,9 mm.

## Publication originale
- Keyserling, 1880 : Die Spinnen Amerikas, I. Laterigradae. Nürnberg, vol. 1, p. 1-283 (texte intégral).